# Fredwreck
Farid Nassar, conocido como Fredwreck (Flint, Míchigan, 23 de junio de 1972), es un músico y productor de hip-hop estadounidense de ascendencia palestina.

## Vida personal
Nassar nació en Míchigan, donde vivía su familia. Su padre realizó un viaje a Palestina para llevarse a Estados Unidos a sus tíos, tías y primos. Compró un pequeño rancho y todos juntos vivían en él. En el rancho cultivaban su propia comida, especialmente la originaria de Oriente Próximo, con la que luego cocinaban platos tradicionales palestinos como la mulujía.Actualmente vive en Los Ángeles, California.

## Trabajo
Farid Nassar comenzó trabajando como DJ de radio y haciendo remixes de canciones famosas. Un día, un amigo suyo le dijo «Yo Fred, you wrecked it man, Fred-wreck» (Ey Fred, la destrozaste, hombre, Fred-destrozo). Aunque inicialmente no le gustó este comentario, sus conocidos pronto lo adoptaron y se tuvo que resignar a usar el nombre artístico de Fredwreck.
Su primer trabajo importante como productor fue para la discográfica Aftermath Entertainment, por aquel entonces recién fundada por Dr. Dre, y para la que todavía trabajaba en 2023. Después trabajó para el sello Dogghouse Records (ahora Doggystyle Records) de Snoop Dogg, con quien salió de gira, y se hizo conocer como productor en trabajos vinculados con Tha Dogg Pound. También trabajó en dos álbumes de estudio de Kurupt, Tha Streetz Iz a Mutha (1999) y Space Boogie: Smoke Oddessey (2001), ambos editados durante el período en que el rapero había dejado Death Row Records.
Fue productor de otros artistas pop y hip hop como Britney Spears, Eminem, Ice Cube, Westside Connection, Lil' Kim, Hilary Duff, Xzibit, The Game, Nate Dogg, Everlast, Cypress Hill, 50 Cent, Mobb Deep, The Doors, Dizzee Rascal, Tamer Hosny, T-Bone, Qusai y Karl Wolf.
En su música hay influencias de la cultura árabe, así como de muy distintos estilos de música. Como parte de su trabajo como productor, cada año viaja a Oriente Medio a realizar colaboraciones, películas o producciones con músicos locales.

## Créditos en escritura y producción
- 2007:  Britney Spears - Blackout: 10. "Ooh Ooh Baby" (Producida con Kara DioGuardi)